# Gračina
Gračina es una localidad de Croacia situada en el municipio de Križevci, en el condado de Koprivnica-Križevci. Según el censo de 2021, tiene una población de 177 habitantes.

## Demografía
| Gráfica de población de Gračina 1857-2021                          |
|                                                                    |
| Según los censos de población de la Oficina de Estadísticas Croata |